# Rodolfo di Fulda
Rodolfo di Fulda (... prima dell'800 – Fulda, 8 marzo 865) è stato uno storico, teologo e religioso franco.

## Biografia
Già dall'812 lavorava nella cancelleria dell'Abbazia di Fulda e curava innanzitutto gli atti della medesima. Qui egli contraffece molti di questi documenti, che dovevano servire da ricevuta di significative situazioni. Verso l'822 egli fu nominato da Rabano Mauro suddiacono e direttore della scuola dell'abbazia e in questa funzione godette presso gli allievi di alta considerazione. Nell'827 fu ordinato prete. Nell'847 seguì Rabano a Magonza, dove era stato nominato vescovo, ma poco dopo rientrò nell'Abbazia. Qui egli fu apertamente pittore e poeta.

## Opere
Controversa è la sua partecipazione agli Annales Fuldenses antiquissimi, ma probabilmente ha redatto lui il capitolo del periodo 838-863 o quanto meno supervisionato.
- 836/838: Vita Leobae abbatissae Biscofesheimensis, biografia di santa Lioba di Tauberbischofsheim.
- ca. 842-847: Miracula sanctorum ecclesias Fuldensium translatio. Vita Hrabani. Questa opera illustra l'acquisizione di numerose reliquie da parte dell'abbazia di Fulda grazie a Rabano Mauro e allo stesso Rodolfo.
- 863-865: Einleitung der "Translatio Sancti Alexandri". La parte principale redatta dal monaco Meginardo di Fulda illustra la traslazione delle ossa del martire romano sant'Alessandro a Wildeshausen da parte di Waltbraht, un nipote del duca sassone Vitichindo. Da Rodolfo nacque l'introduzione (cap. 1-3), nella quale egli redige dettagliati commenti sulle origini e sul modo di vivere dei Sassoni pagani come sulle guerre sassoni. Le rappresentazioni del modo di vivere sassone si basano (cap. 2-3) sulle corrispondenti affermazioni dello storico romano Tacito nella sua Germania, che Rodolfo letteralmente adottò, su vasta scala. Si tratta dell'unico utilizzo dettagliato della Germania di Tacito nella letteratura medievale.
- Inoltre Rodolfo ha inserito il rapporto sulle guerre sassoni della Vita et gesta Caroli Magni di Eginardo (Cap. 3). Importanti e solo ora tramandate informazioni ci offrono le annotazioni di Rodolfo su Irminsul, il luogo sacro principale sassone.